# Vanackerit
Vanackerit ist ein sehr selten vorkommendes Mineral aus der Mineralklasse der Phosphate, Arsenate und Vanadate. Er kristallisiert im trigonalen Kristallsystem mit der chemischen Zusammensetzung Pb4Cd[Cl|(AsO4)3] und ist damit chemisch gesehen ein Blei-Cadmium-Arsenat mit zusätzlichen Chlorionen.
Vanackerit entwickelt pseudohexagonale dünntafelige Kristalle, die zu rosettenförmigen Aggregaten zusammentreten können und hellgelb gefärbt sind.

## Etymologie und Geschichte
Die Typstufe des Vanackerits befand sich nach ihrer Entdeckung 1980 in einer früheren Sammlung des ehemaligen Mineralogen der Tsumeb Corporation John Innes, wo sie lange Zeit für Mimetesit gehalten wurde. Nachdem sie von Georg Gebhardt erworben worden war, ließ dieser die mimetesitähnlichen Kristalle untersuchen, die sich nach entsprechenden Analysen als neues Mineral herausstellten. Das Mineral wurde 2011 von der International Mineralogical Association (IMA) anerkannt und 2016 von Jochen Schlüter, Thomas Malcherek und Georg Gebhard als Vanackerit beschrieben. Benannt wurde es nach dem belgischen Mineralsammler Georges Vanacker (1923–1992), der eine ausgezeichnete systematische Sammlung mit vielen Mineralstufen aus der Tsumeb Mine aufbaute und diese 1991 dem Institut Royal des Sciences Naturelles de Belgique in Brüssel, Belgien, schenkte.
Typmaterial des Minerals (Holotyp) wird im Mineralogischen Museum der Universität Hamburg in Deutschland (Katalog-Nr. TS 706) aufbewahrt.

## Klassifikation
Vanackerit wurde erst 2011 als eigenständiges Mineral von der International Mineralogical Association (IMA) anerkannt und die Entdeckung erst 2016 publiziert. Eine genaue Gruppen-Zuordnung in der 9. Auflage der Strunz’schen Mineralsystematik ist daher bisher nicht bekannt. Folgt man der Nomenklatur der Apatit-Übergruppe in der Klassifikation von Pasero et al. (2010), lässt sich der Vanackerit innerhalb der Apatit-Übergruppe am ehesten mit den Mineralen der Belovit-Gruppe parallelisieren. Diese Gruppe besteht momentan allerdings nur aus Phosphaten – Vanackerit würde in dieser Gruppe das erste Arsenat darstellen. Unter den Vertretern der Belovit-Gruppe weicht der Vanackerit am stärksten vom Apatit-Strukturtyp ab.
Da das Mineral ein enger Verwandter von Belovit-(Ce), Belovit-(La) und Kuannersuit-(Ce) ist, die aufgrund ihrer Zusammensetzung in der Mineralklasse der „Phosphate, Arsenate und Vanadate“ und dort in „Mit ausschließlich großen Kationen; (OH usw.) : RO4 = 0,33 : 1“ zu finden sind, wo sie mit zahlreichen anderen Mineralen die „Apatit-Gruppe“ mit der System-Nr. 8.BN.05 bilden, wird Vanackerit voraussichtlich ebenfalls dort einsortiert.

## Kristallstruktur
Vanackerit kristallisiert im trigonalen Kristallsystem in der Raumgruppe P3 (Raumgruppen-Nr. 147) mit den Gitterparametern a = 10,0279 Å und c = 7,2965 Å sowie zwei Formeleinheiten pro Elementarzelle.
Die Kristallstruktur des Vanackerits lässt sich aus der hexagonalen Struktur des Mimetesits durch die von einer Rotation der Arsenat-Tetraeder begleiteten Aufspaltung einer der Pb-Positionen ableiten, wodurch Cadmium-Atome die Hälfte der P1-Positionen der Mimetesitstruktur übernehmen, was zu einer alternierenden Anordnung der Cadmium- und Blei-Atome entlang [001] führt.

## Chemismus
Vanackerit hat die gemessene Zusammensetzung Pb4,10Cd0,98As2,92O12,07Cl0,61. Diese Formel kann vereinfacht als Pb4Cd(AsO4)3Cl geschrieben werden, was Gehalte von 64,07 % PbO; 9,22 % CdO; 24,74 % As2O5 und 2,54 % Cl erfordert. Vanackerit ist damit ein weiterer Vertreter der cadmiumhaltigem Minerale in Tsumeb; von den 27 derzeit (2016) bekannten Cadmium-Mineralen sind damit immerhin fünf auch in Tsumeb gefunden worden. Von diesen haben vier (Otavit, Andyrobertsit, Keyit und Vanackerit) hier auch ihre Typlokalität. Für Andyrobertsit und Vanackeit ist Tsumeb bislang der weltweit einzige Fundort.

## Eigenschaften

### Morphologie
Vanackerit bildet nach {0001} dünntafelige, pseudohexagonale Kristalle bis zu 5 mm Durchmesser, die typischerweise zu rosettenförmigen Aggregaten zusammentreten. Ihre Morphologie erinnert an die von tafeligen bis dünnprismatischen Mimetesitkristallen. Tragende Form ist das Basispinakoid {0001}, an weiteren Formen wurden {0110}, {1121} und {1011} identifiziert.

### Physikalische und chemische Eigenschaften
Die Kristalle des Vanackerits sind hellgelb, die Strichfarbe des Minerals wird als weiß beschrieben. Die Oberflächen der durchscheinenden Kristalle weisen einen diamantartigen Glanz auf. Der Vanackerit zeigt im langwelligen UV-Licht (Maximum bei 366 nm) eine deutliche orangefarbene Fluoreszenz.
Mit einer Mohshärte von ≈ 4 gehört Vanackerit zu den mittelharten Mineralen, die sich ähnlich wie das Referenzmineral Fluorit mit einem Taschenmesser leicht ritzen lassen. Die berechnete Dichte des Minerals liegt bei 7,28 g/cm3.

## Bildung und Fundorte
Vanackerit stammt aus der zweiten (unteren) Oxidationszone der in Dolomitsteinen sitzenden hydrothermalen polymetallischen Erzlagerstätte Tsumeb. Begleitminerale des Minerals sind bläulichgrüner Thometzekit, Anglesit und Gips.
Das Mineral konnte bisher (Stand 2016) nur an seiner Typlokalität gefunden werden. Als Typlokalität gilt die weltberühmte Cu-Pb-Zn-Ag-Ge-Cd-Lagerstätte der „Tsumeb Mine“ (Tsumcorp Mine) in Tsumeb, Region Oshikoto, Namibia. Darüber hinaus kennt man von diesem Mineral bisher auch nur eine einzige Stufe.